# Augustas Pečiukevičius
Augustas Pečiukevičius (Vilna, Lituania, 2 de diciembre de 1991) es un baloncestista lituano. Con 1,95 de estatura, juega en la posición de base y actualmente juega en el Kangoeroes Basket Willebroek de la BNXT League.

## Trayectoria
Se formó en el KK Akademija Vilnius de su país natal y más tarde formaría parte de varios clubs lituanos muy importantes como el Zalgiris Kaunas y Sakalai Vilnius.
En la temporada 2012-13, se marcha a Estonia, donde pasó una temporada en el Pärnu y dos campañas en el Tartu Ülikool/Rock, donde en la temporada 2014-15 promedió 11,5 puntos, 3,6 asistencias y 4 rebotes, cifras que le otorgaron una valoración media de 11,5 puntos.
En verano de 2015, el base lituano llega al San Pablo Inmobiliaria Burgos para ser uno de los referentes.
En la temporada siguiente, se marcha a Bélgica para jugar en el Excelsior Brussels, donde juega durante tres temporadas.
En verano de 2019, firma por el Club Basquet Coruña de la Liga LEB Oro, en el que permanece durante tres temporadas.
El 30 de julio de 2022, firma por el Club Ourense Baloncesto de la Liga LEB Oro.
El 20 de junio de 2023, firma por el Kangoeroes Basket Willebroek de la BNXT League.

## Selección nacional
Fue internacional en las categorías inferiores de la Selección de baloncesto de Lituania, conquistando la medalla de bronce en el Europeo Sub-16 y plata en el Europeo Sub-18. 

## Clubes
- 2007-2008 Akademija-MRU Vilnius  Lituania
- 2008-2009 Akademija Vilnius  Lituania
- 2009-2010 Zalgiris Kaunas  Lituania
- 2010-2012 Sakalai Vilnius  Lituania
- 2012-2013 Pärnu  Estonia
- 2013-2015 Tartu Ülikool/Rock  Estonia
- 2015-2016 San Pablo Inmobiliaria Burgos  España
- 2016-2019 Excelsior Brussels  Bélgica
- 2019-2022 Club Basquet Coruña  España
- 2022-2023 Club Ourense Baloncesto  España
- 2023-Act. Kangoeroes Basket Willebroek  Bélgica